# Pecten
Genre
Pecten est un genre de mollusques bivalves de la famille des Pectinidae.

## Description et caractéristiques
Du point de vue biologique ces mollusques bivalves sont principalement benthiques mais peuvent nager sur de courtes distances en refermant brusquement leur coquille. Du point de vue halieutique sont des coquillages comestibles très recherchés par les gastronomes, en particulier la « coquille Saint-Jacques » Pecten maximus, à ne pas confondre avec d'autres Pectinidés également appelés « Saint-Jacques ».
Le Pecten est un animal hermaphrodite simultané.
Ils sont appelés « Saint-Jacques » conformément à la nomenclature de la FAO (bien que certains jugent ce terme impropre pour les espèces autres que P. maximus), « pétoncles », ou « pectens » (et en anglais scallops).

## Liste des sous-genres et espèces
Selon World Register of Marine Species (12 janvier 2017) :
- Pecten afribenedictus Kilburn & Dijkstra, 1995
- Pecten albicans (Schröter, 1802)
- Pecten dijkstrai Duncan & G. Wilson, 2012
- Pecten diomedeus Dall, Bartsch & Rehder, 1938
- Pecten dorotheae Melvill in Melvill & Standen, 1907
- Pecten erythraeensis G. B. Sowerby II, 1842
- Pecten excavatus Anton, 1838
- Pecten fumatus Reeve, 1852
- Pecten jacobaeus (Linnaeus, 1758)
- Pecten keppelianus Sowerby III, 1905
- Pecten maximus (Linnaeus, 1758) - coquille Saint-Jacques
- Pecten novaezelandiae Reeve, 1852
- Pecten raoulensis Powell, 1958
- Pecten silenus †  d'Orbigny, 1850
- Pecten sulcicostatus Sowerby II, 1842
- Pecten waikikius Dall, Bartsch & Rehder, 1938

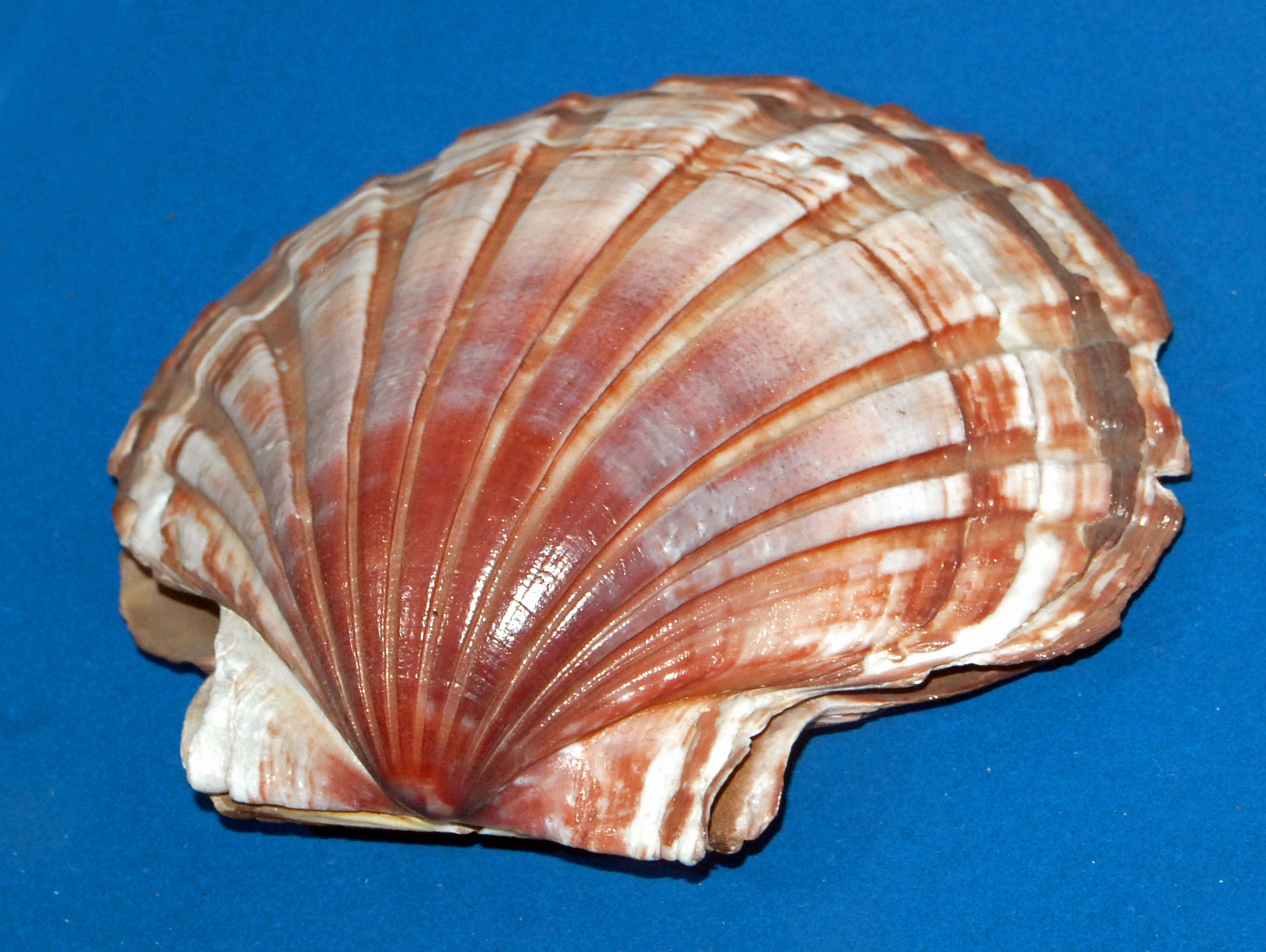
Pecten albicans
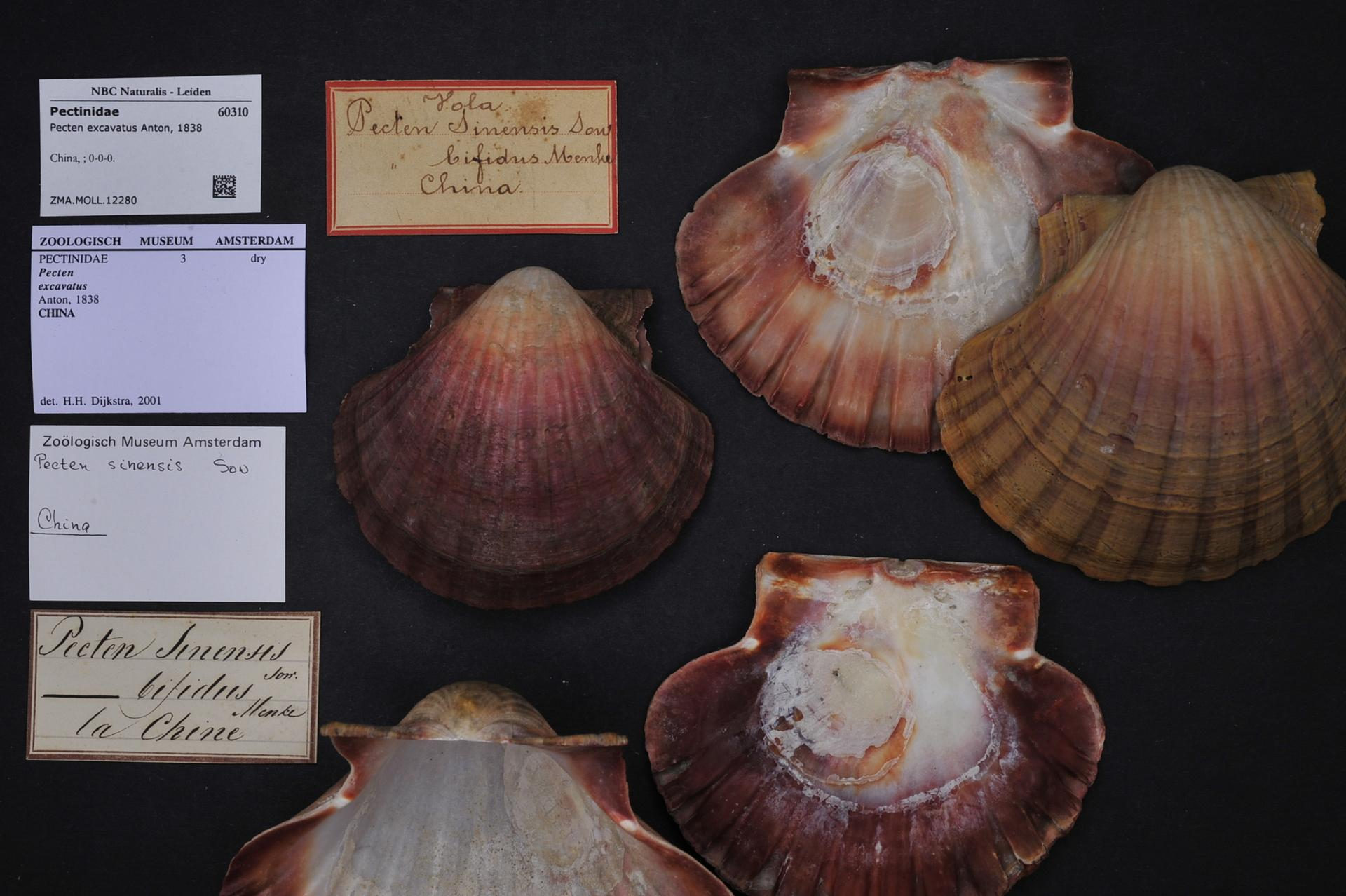
Pecten excavatus
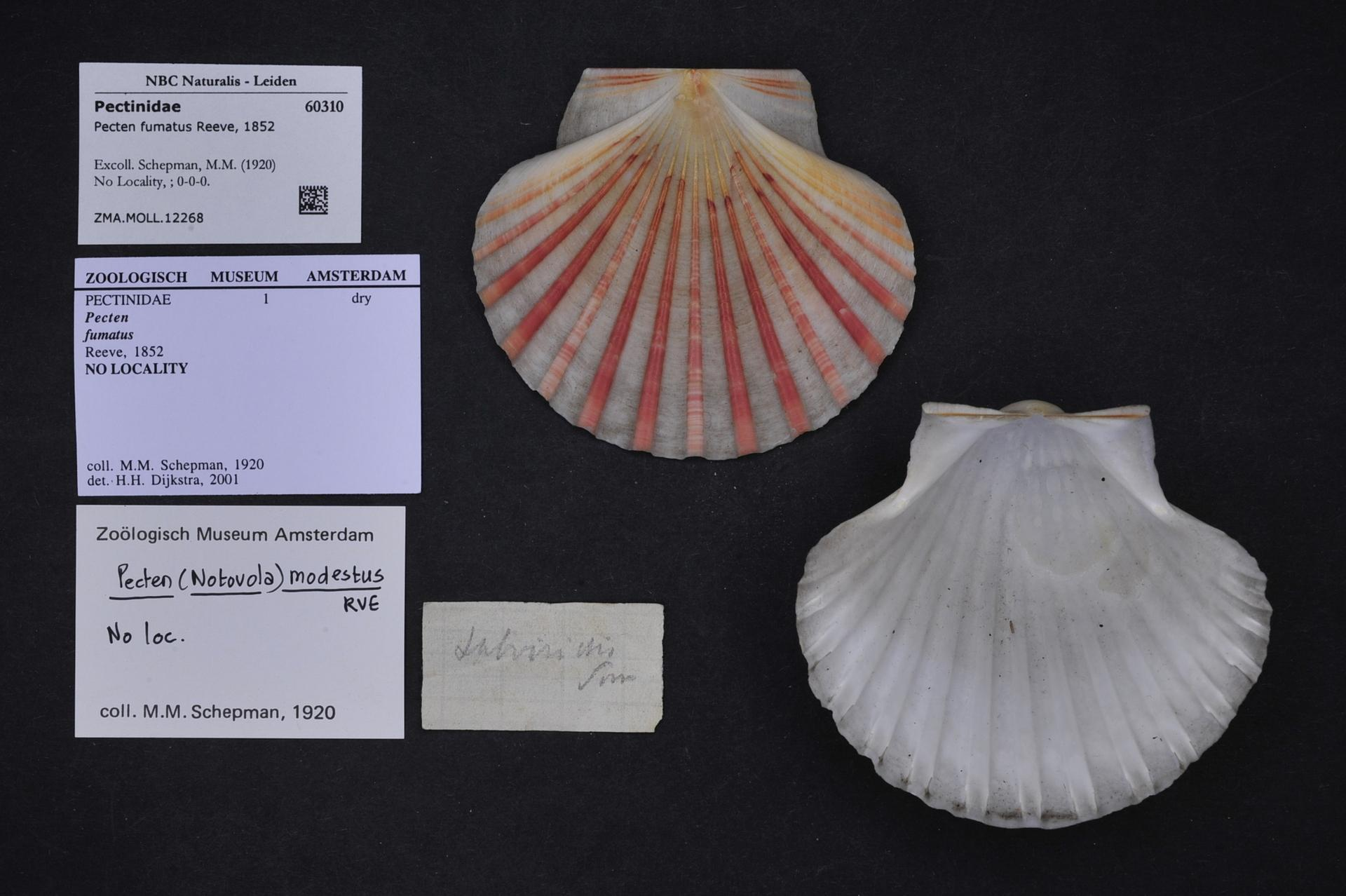
Pecten fumatus
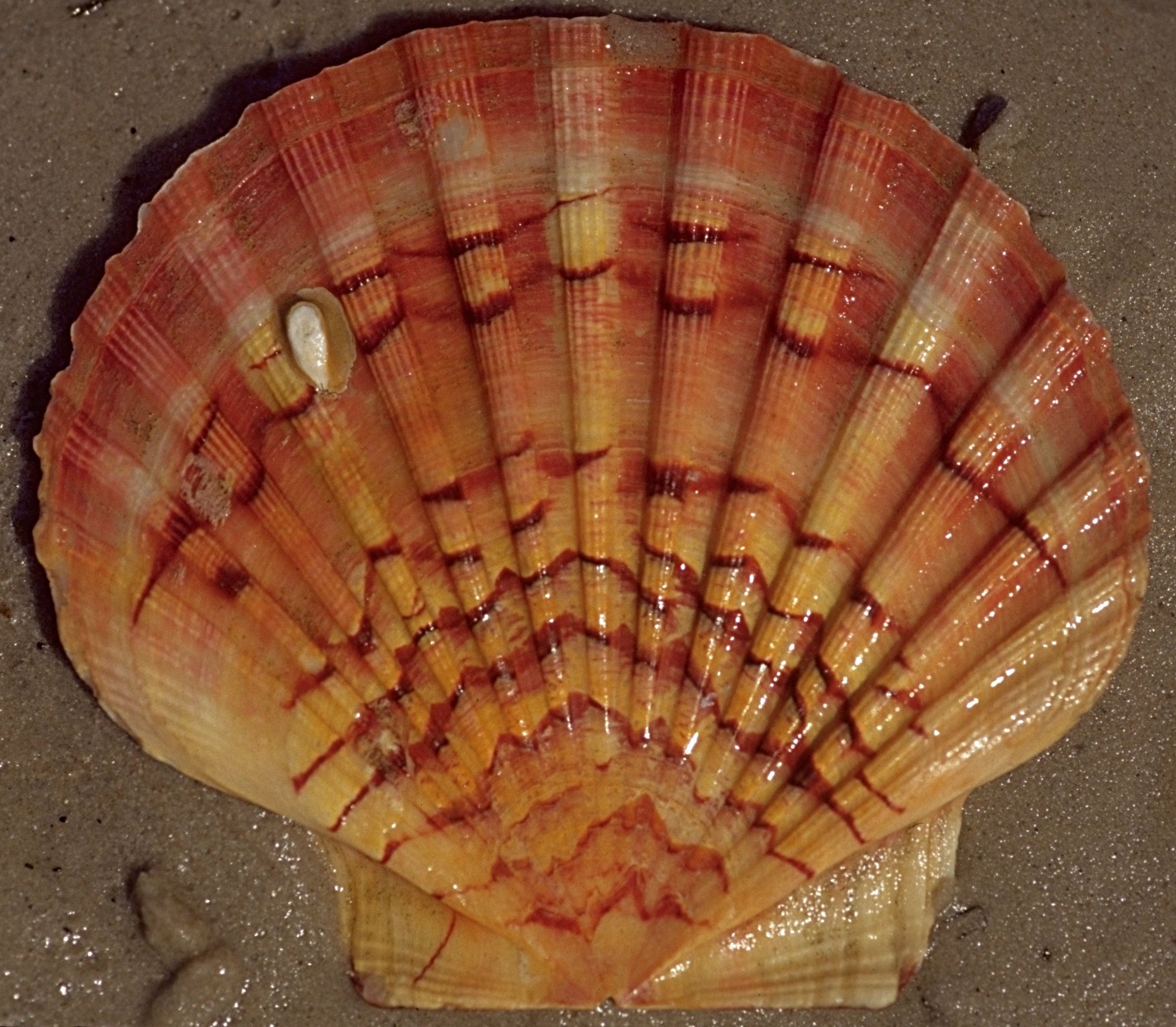
Pecten jacobaeus
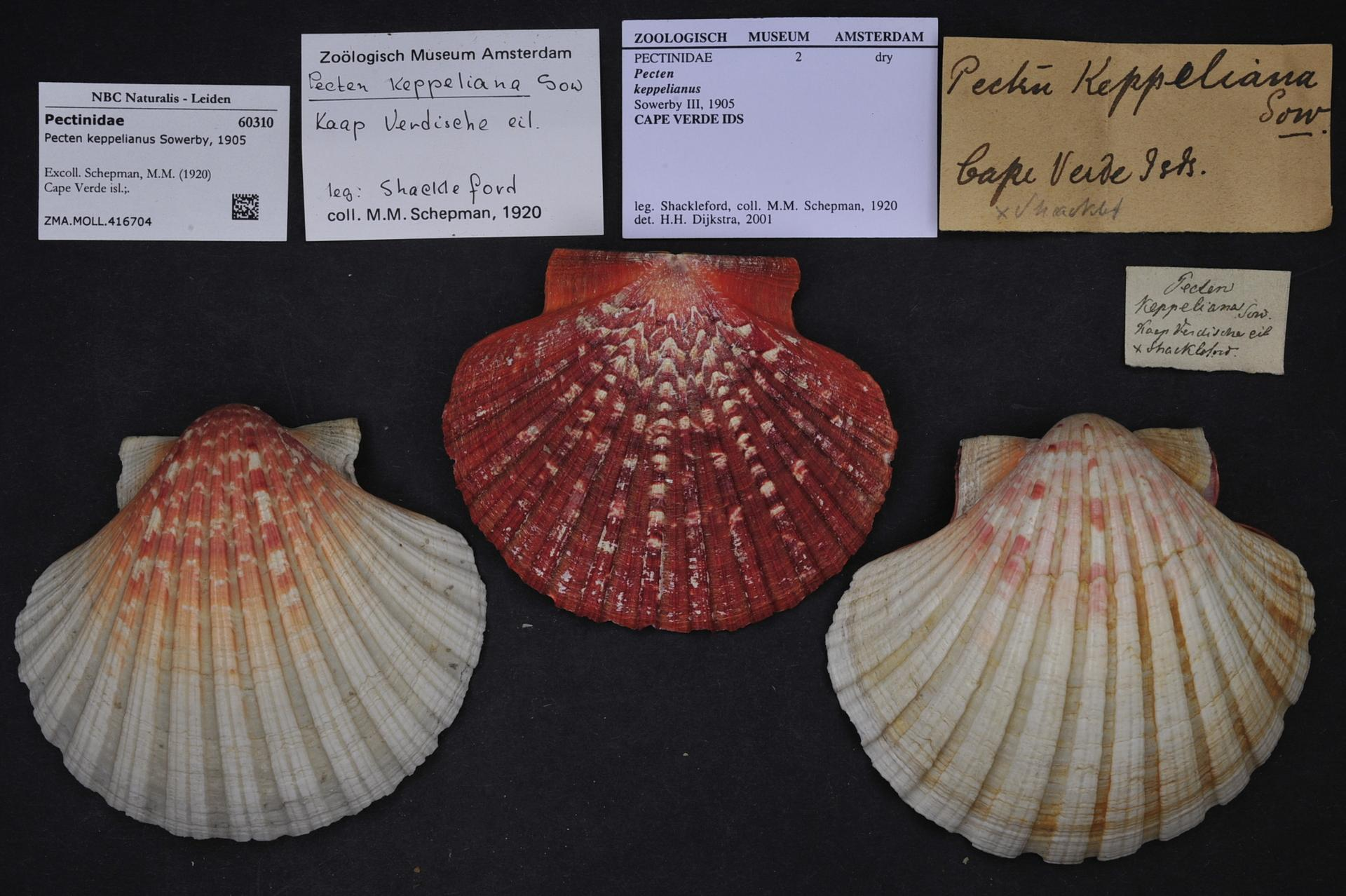
Pecten keppelianus
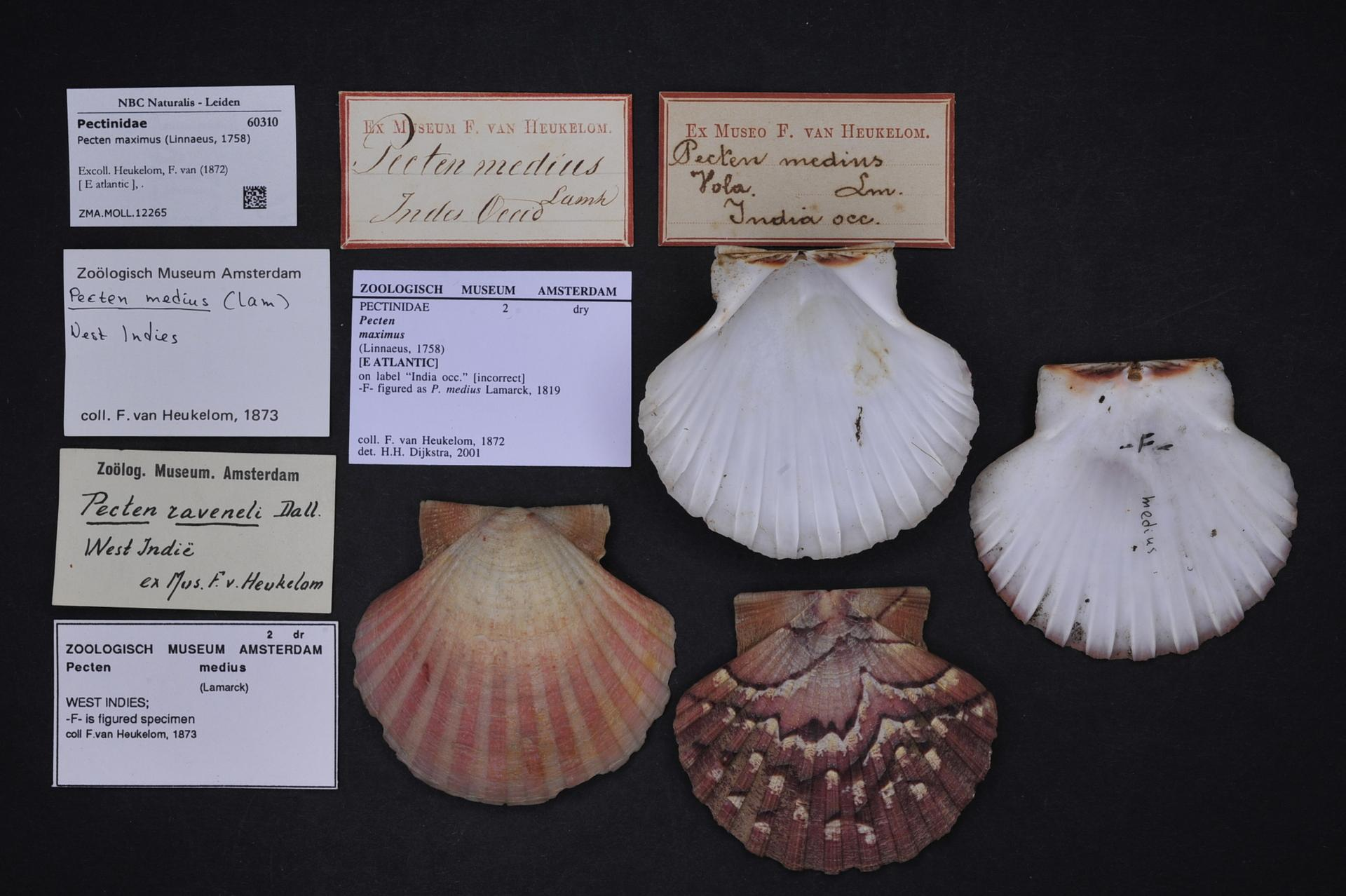
Pecten maximus
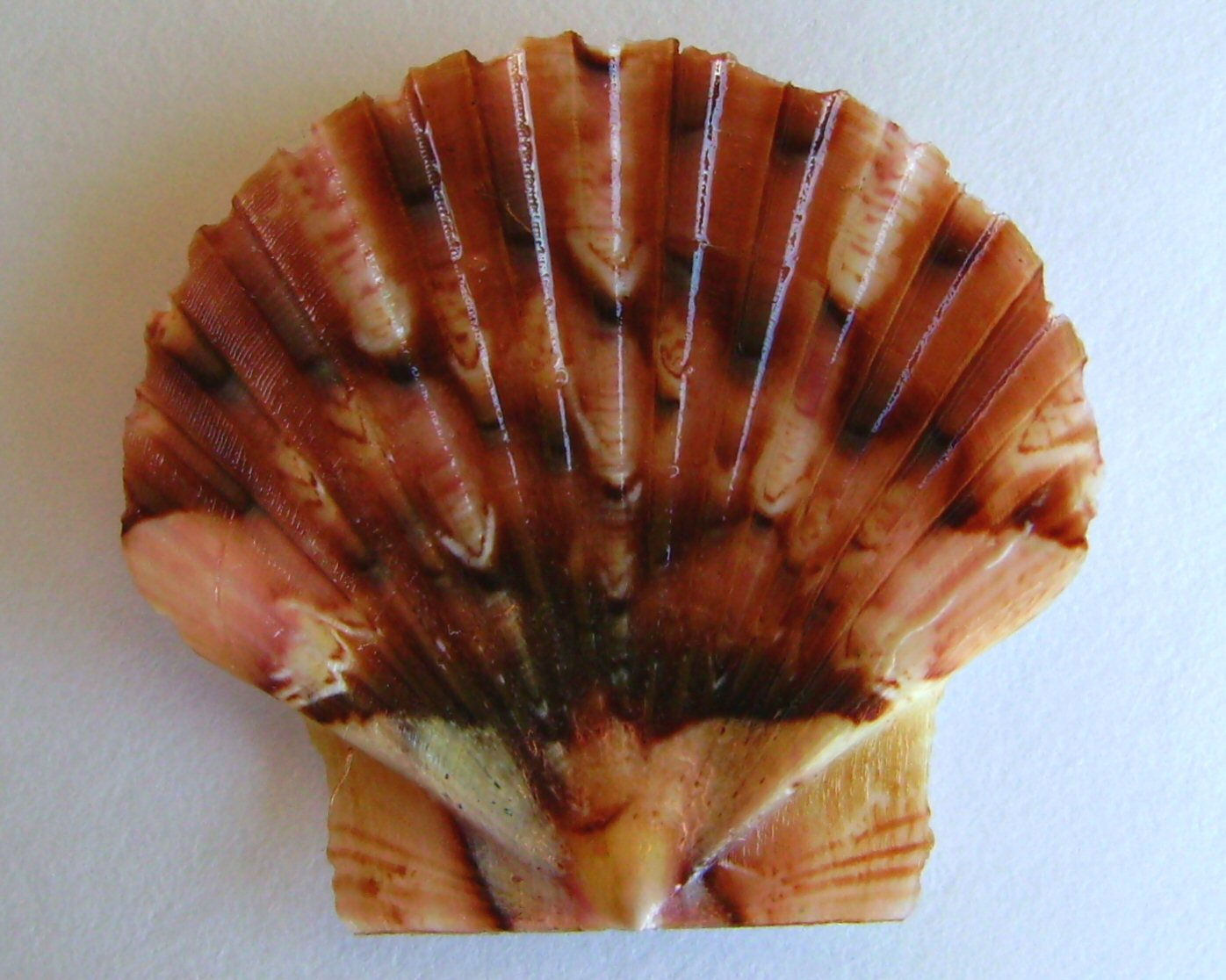
Pecten novaezelandiae
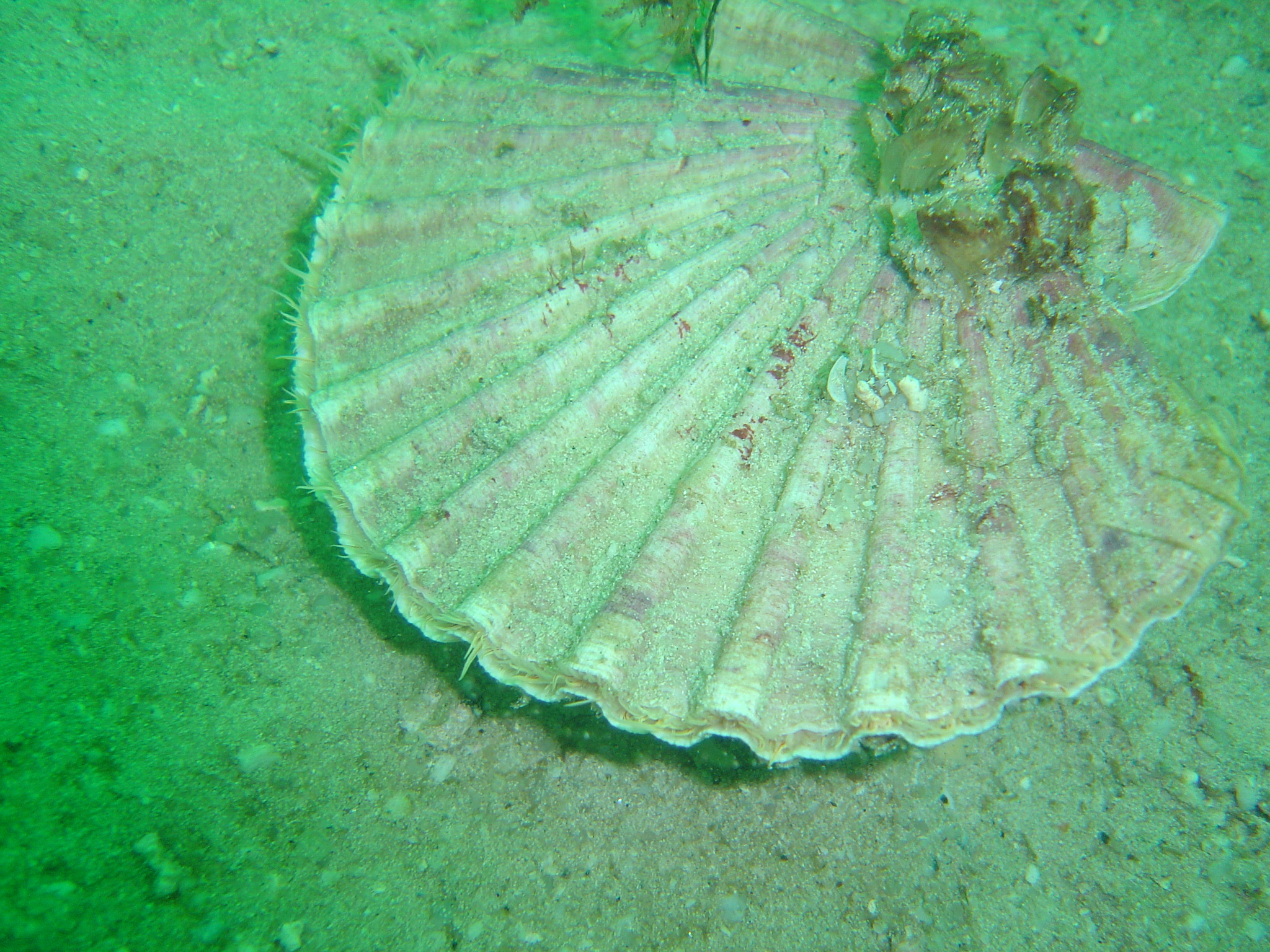
Pecten sulcicostatus
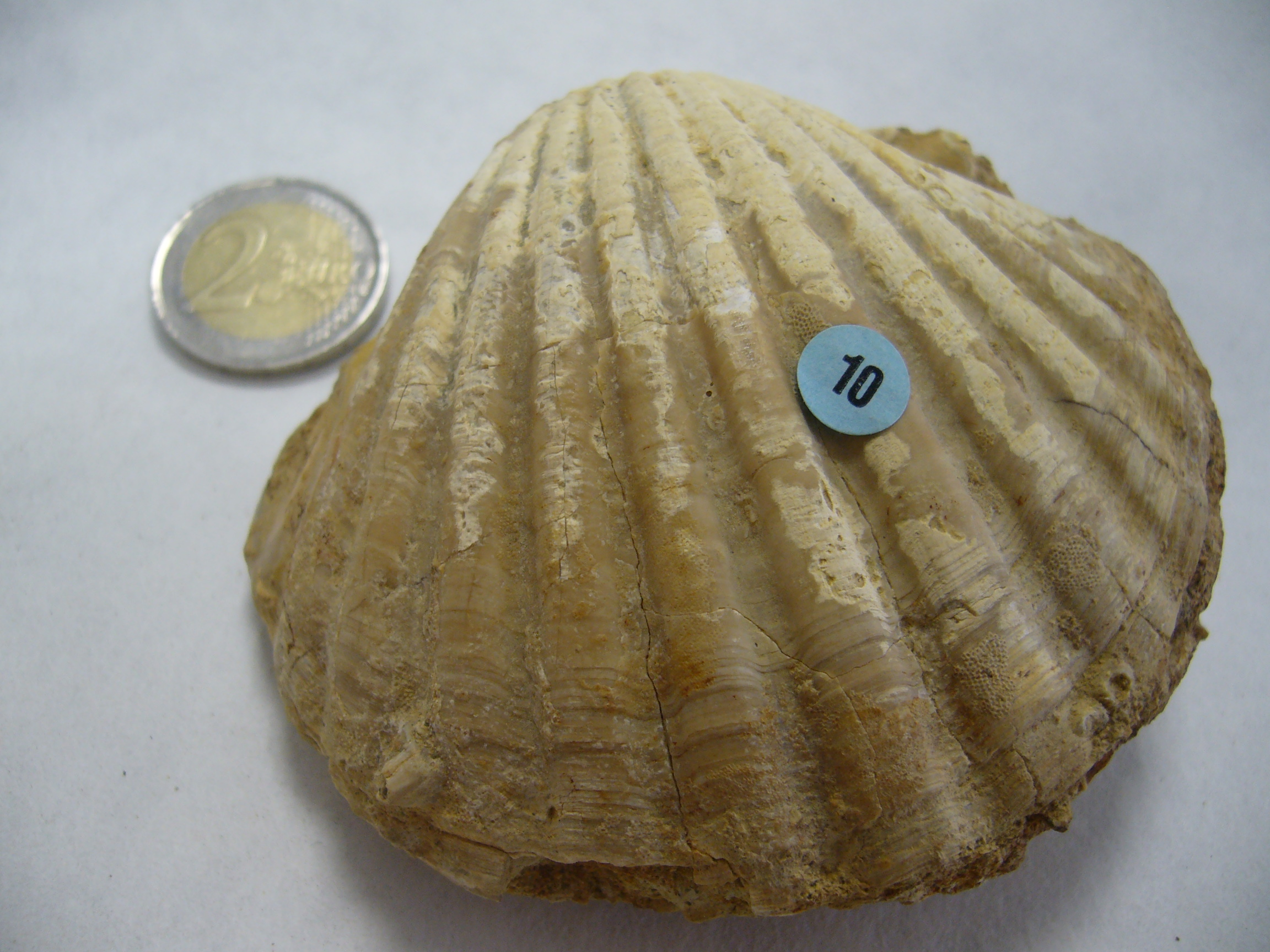
Pecten benedictus (fossile du Miocène)

## Pêcheries
« Des espèces telles que Pecten maximus en Atlantique et en Méditerranée, Pecten jacobaeus en Méditerranée, Pecten fumatus en Australie, Pecten novaezelandiae en Nouvelle-Zélande et Pecten albicans au Japon constituent des pêcheries importantes à destination des tables occidentales et asiatiques. Les Pecten sont parmi les bivalves les plus vendus au monde ».